# Capital semilla
El capital semilla, conocido en ocasiones como financiación semilla, es un tipo de oferta de acciones en la cual un inversor adquiere una parte de un negocio o empresa. El término semilla sugiere que se trata de una inversión temprana, lo que significa que el apoyo al negocio se realiza en su fase de creación hasta que consigue generar su propio flujo de caja, o hasta que está listo para una nueva inversión. El capital semilla puede incluir opciones como la financiación familiar y por amigos, la financiación ángel (realizada por un inversor ángel) y, recientemente, el micromecenazgo.

## Utilización

El ciclo de la financiación de una start up.

El capital semilla en la empresa puede utilizarse para correr con los costes de actividades tan preliminares como la investigación de mercado y el desarrollo de producto. Los inversores pueden ser los propios fundadores, que utilizan sus ahorros o crédito. También pueden ser miembros de la familia y amigos de los fundadores. Además, los inversores externos pueden tomar la forma de un inversor ángel, de un fondo de Capital riesgo, o ser inversores acreditados. El capital semilla no tiene por qué ser necesariamente una cantidad demasiado grande. 
El capital semilla puede diferenciarse del capital riesgo en que las inversiones de capital riesgo suelen implicar significativamente más dinero, así como una mayor complejidad en los contratos y la estructura de la empresa objeto de la inversión. El capital semilla implica un mayor riesgo que la financiación de capital riesgo habitual, dado que el inversor no puede ver ningún proyecto ya existente para evaluar su financiación. De ahí que las inversiones realizadas suelan ser normalmente inferiores (decenas de miles de euros frente a centenas de miles de euros) frente a una inversión media de capital riesgo (centenas de miles de euros a millones de euros), para los mismos niveles de participación y accionariado en la empresa.
La decisión de inversión en el capital semilla no se basa tanto en las posibilidades de generación de flujo de caja, como es habitual en el capital riesgo, como en la fortaleza percibida de la idea del proyecto, de las capacidades, de las habilidades y de la historia de los fundadores.